# 人間広告塔

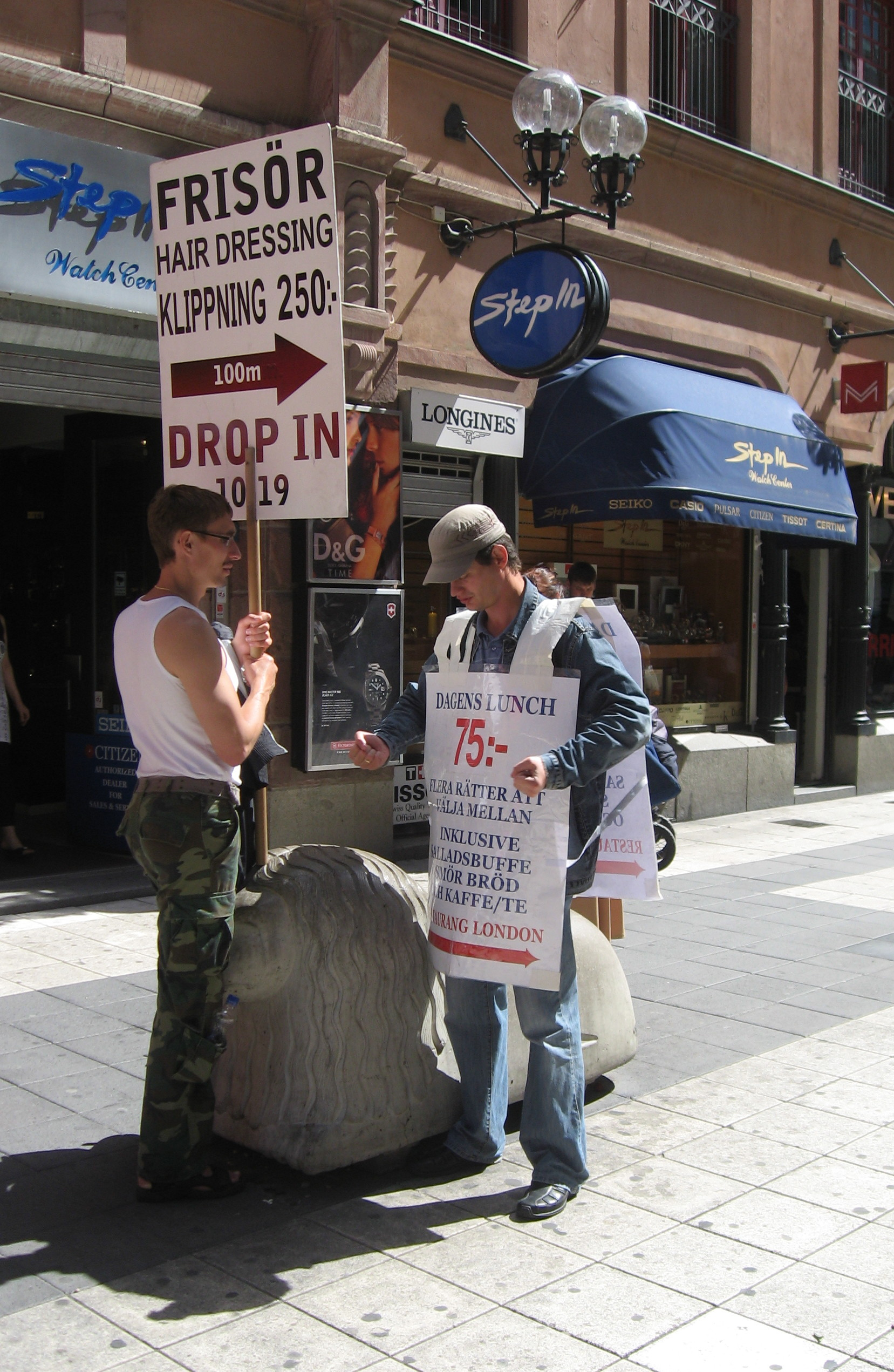
ストックホルムの街角に立つ2人の人間広告塔。ひとりはプラカードを持ち、もうひとりはサンドイッチ・ボードを身に付けている。

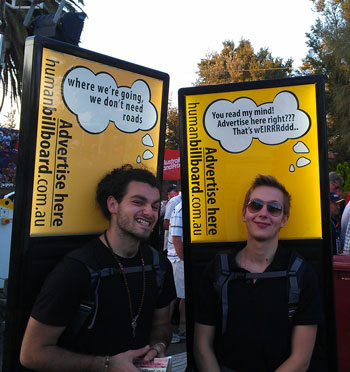
人間広告塔を広告する人間広告塔。2012年、オーストラリア、メルボルン。背負っている看板はバックライトが仕込まれており、複数の内容を交互に表示することもできる。

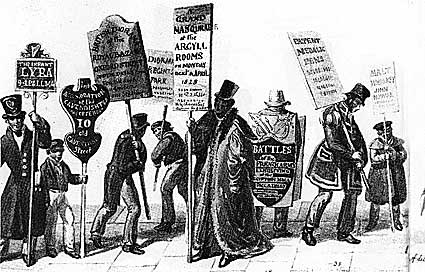
19世紀のロンドンにおける人間広告塔を描いた、ジョージ・シャーフによるイラストレーション。右から3人目にサンドイッチ・ボードを身に付けた者がいるが、他は皆プラカードを掲げている。

人間広告塔（にんげんこうこくとう、英語: human billboard）は、広告を身につけている人物。最も一般的なのは、何らかの広告看板を持っているか、身にまとっている形態である。英語圏の広告業界では、看板持ち (sign holders) は、「人間方向指示器」を意味する human directionals、とも呼ばれ、また口語的に sign walkers、sign wavers、sign twirlers とも称され、イギリスにおいてはサンドイッチマン (sandwich men) とも呼ばれる。彼らは、人々の注意を引くため、看板を持ってぐるぐる回ったり、踊ったり、特異な衣装をまとったりする。
人間広告塔が持ち歩く広告の形状としては、プラカードやサンドイッチ・ボードのほか、のぼり旗状のもの、さらには何らかの機械仕掛けが仕込まれた表示装置まで、様々なものがある。また、衣服として広告を着用している場合や、極端な例では身体に直接、入れ墨として広告を入れている場合なども含まれることがある。
また、特に物理的に広告看板を身に付けていなくても、ある人物の発言や行動が、特定の企業や商品の広告として機能するような状態になっている有名人のことを隠喩として「広告塔」というが、そのような有名人を指して、人間広告塔と呼ぶこともある。

## 歴史：19世紀のロンドン
人間広告塔は、何百年もの間、利用され続けてきた。19世紀のロンドンでは、広告ポスターが課税対象とされ、ポスターを貼れる壁面空間の争奪が激しくなったことを反映して、人間広告塔が盛んになった。ピュックラー＝ムスカウ公は、1820年代のロンドンにおける人間広告塔について、次のように書き記している。
かつて人々は、広告を貼り出すことだけで十分満足していたが、今や広告は歩き回っている。ある男は、普通の帽子の高さの3梅はあろうかという、広告を貼り付けるための帽子を被っており、そこには大きな文字で「長靴一足12シリング - 価格保障」などと書いてある。
さらに、広告看板を持つだけでなく、サンドイッチ・ボードを身に付けた者もいた。チャールズ・ディケンズは、こうした人間広告塔たちを、「貼り合わされた2枚の板の間に挟み込まれた人間の肉体のかけら (a piece of human flesh between two slices of paste board)」と表現した。1823年半ばの『タイムズ』紙の記事は、こうした人間広告塔がロンドンで生み出されたものであるが、ロンドンでは馴染み深い「二足歩行の広告 (biped advertisement)」が当時のパリでは新奇なものであったことを伝えている。
パレ・ロワイヤルや近隣の人通りの多い通りを歩き回るある男は、その背中を覆うような大きなプラカードを背負い、前面には膝まで及ぶもう1枚が下げられている。そこには、ロンドンとパリを結ぶ新しい長距離馬車の告知が書かれている。背中に背負っている方にはフランス語、前面の方は英語で書かれている。フランス語では、このこれといった特徴のない生き物 - この歩くプラカード - を「l'Homme-affiche」（貼り紙男）とか、二足歩行の広告と呼んでいる。
1839年にロンドンで施行された私有不動産へのポスター貼り出しの禁止措置は、人間広告塔の利用を急速に拡大させた。人間が広告看板を持ち歩くことが新奇性を失うと、広告する側は、人目を引くためにテーマについての多様なバリエーションを生み出し、同じ広告をもった人間広告塔の「パレード」や、人間広告塔にとんでもなく奇妙な衣装を着せるといったことが行われた。

## アメリカ合衆国における人間による方向案内

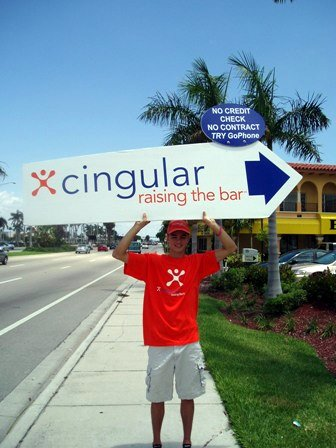
方向案内の看板と、それを補う衣服の広告。

人間による方向案内 (human directionals) は、特に歩行者の交通量が多いところで今も広く見受けられるが、自動車の交通量が多いところでも見受けられる。後者の場合、広告されている場所へと交通の流れを誘導すべく、看板はしばしば矢のような形をとる。カリフォルニア州レイクフォレストのアイ・ショット (Eye Shot) 社は、矢印型の看板を用いた現代の回転広告を発明したと称している。現代の人間による方向案内は、注意を引くために、指一本で看板を回したり、看板を空中に放り上げたり、振り回したり、馬乗りになって見せたりと、様々な工夫を施している。また別のカリフォルニア州の会社であるアーロー・アドバタイジング (AArrow Advertising) は、雇用者たちを「ブート・キャンプ (boot camps)」で訓練し、また「特徴ある動き (signature moves)」を数多く特許申請している。
しかし、こうした注意を引きつける技法は、運転者の注意をそらし脇見運転を助長するとして行政当局から批判され、結果的に数多くの都市が看板を回転させること (sign twirling) を禁じている。エンラージ・メディア・グループ (Enlarge Media Group) やジェット・メディア (Jet Media) などといった会社は、看板の回転よりは運転者の邪魔にならないようにした、人間による方向案内を「サイン・ウォーカー (sign walkers)」として提供している。アリゾナ州では、サイン・ウォーカーにも規制が課せられたため、同州最大の人間広告塔の事業者であるジェット・メディア・プロモーションズがスコッツデール市当局を訴えた。同社のオーナーは、こうした広告手法を禁じることを違法とする立法措置を進めるキャンペーンを展開し、立法化に成功した。
看板を回転させる技法の導入以来、人間による方向案内への需要は顕著に高まった。気候が温暖な場所では、看板持ちの仕事は一年中可能であり、その効果は十二分に示されている。例えば、2006年10月に、カリフォルニア州モレノバレーにおける新規に開発された住宅地のモデル・ハウスを訪れた3,600人のうち8%近くは、人間による方向案内を頼りに現地へ到達していた。フロリダ州のエンターテイメント・ファクトリー (Entertainment Factory) は、州中央部のいくつもの成功している企業に人間による方向案内を提供している。中には、これを唯一の広告手法としている顧客もある。当然ながら、19世紀のロンドンにおける状況と同様に、人間による方向案内が徐々に当たり前のものになって、効果が薄れていくのではないかという危惧もある。
合衆国では、独立した、あるいは、チェーン系の納税調整サービスの事業者が雇った、衣装を着たサイン・ウェイバーたち (sign wavers) が、個人所得税の申告締め切り日である4月15日が近づく時期になると、季節的に登場する。その衣装は、一般的には自由の女神像かアンクル・サムである。この現象は近年の、21世紀に入ってからの傾向であるが、ますます一般化し、競争的になっている。
サイン・ウェイバーたちは、合衆国ではハロウィン関連商品を扱うポップアップストアのように、一時的にしか存在せず、毎年場所も変わり、したがって常設された店の看板もなく、口コミで顧客基盤を徐々に構築する時間も、地図サイト (web mapping) のサービスに表示されることもない事業者たちに広く採用されている。こうした人間広告塔たちは、店側から提供されたハロウィンの衣装を着用していることも多い。

## 衣服

### 広告手段としてのTシャツ
衣服の上に広告を載せる手法も長く用いられており、Tシャツは特に人気が高い。もともとTシャツは1930年代に下着として開発され、一般的にアウターとして着用されるようになったのは1950年代以降とされている。しかし、早くも1930年代には広告手段として用いられており、1939年の映画『オズの魔法使』の宣伝に使われたものは、今やコレクターズアイテムとなっている。1948年アメリカ合衆国大統領選挙においては、候補者であったトマス・E・デューイに言及した「Dew It for Dewey」と記したTシャツが用いられたが、こちらは今やスミソニアン博物館の収蔵品となっている。以降、Tシャツはあらゆる種類の商品やサービス、政治的メッセージなどを広告するために用いられるようになっている。

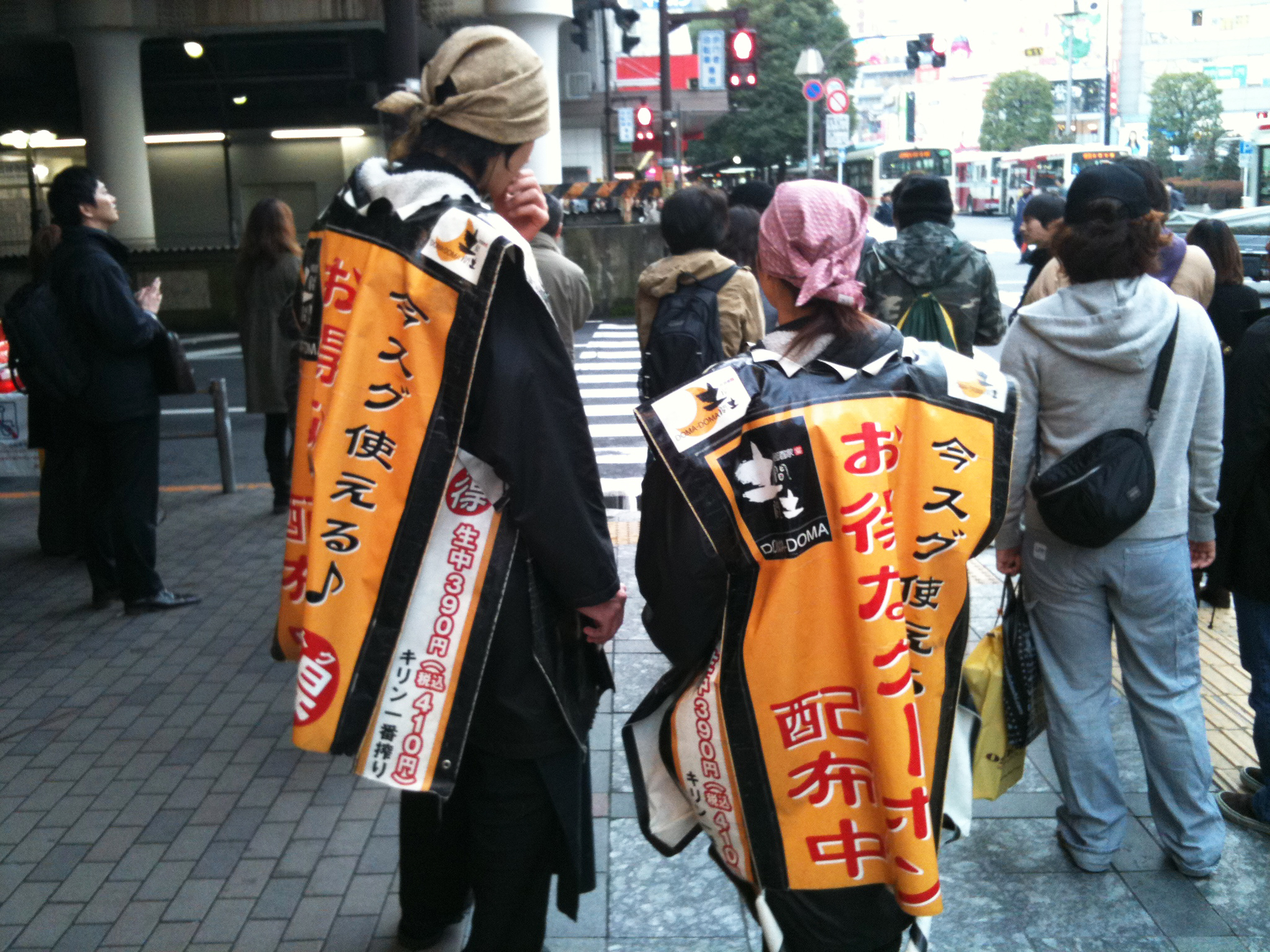
背面や側面に広告が入った外套の例。2014年12月、吉祥寺駅付近で撮影。

### Tシャツ以外
Tシャツだけでなく、外套類など、アウターとして着用される衣類は広告手段として用いられることがある。

## 動画画面の装着
最新のトレンドは、衣服上に動画を載せるという手法である。その最初の試みは、オーストラリアで開催されたラグビーワールドカップ2003の際に、小さなテレビ画面とDVDプレーヤーを組み合わせた「TelePAKs」という仕掛けを仕込んだTシャツを身につけた「テルストラ・ガールズ」たちであった。これは、2004年には「Adver-Wear」、「T-Shirt TV®」(www.t-shirttv.com) といった名称でアメリカ合衆国にも導入され、映画『アイ,ロボット』の広告で初披露された。
日本では、2000年代から、モニターなどを装着した人間広告に映像を流しながら街頭を歩かせる取り組みが行われるようになり、2003年にはサントリーがヘルメット上に13インチ画面を装着した「モニターマン」を登場させ、2007年にはユニデンが胸部19インチの画面を装着した「ユニデンマン」を登場させた。

## 入れ墨とタトゥー・シール
1999年、雑誌『Vibe』は、次の千年紀には、入れ墨でブランドを広告する人々に企業が広告料を支払う時代になる、と予言した。2001年3月、アメリカ合衆国のプロ・バスケットボール選手ラシード・ウォーレスは、広告会社 Fifty Rubies Marketing から、キャンディ会社の商品を広告する入れ墨を入れることを提案されたが、これを拒んだ。しかし、そのひと月後、リンカーン・ライトニングのチアリーディングをするハイ・ボルテージ・ダンス・チーム (High Voltage Dance Team) が、肌を露出した上腹部に、2インチかける4インチ大の一時的なタトゥーシール (tadoos) として地元企業の広告を入れた。2001年9月、プロボクサーのバーナード・ホプキンスが、フェリックス・トリニダードとのタイトル戦の際に、10万ドルの報酬である有名なオンラインカジノを広告する一時的なタトゥーを背中に入れ、ブロ・スポーツ競技においてタトゥー広告をおこなった最初のアスリートとなった。6ヶ月後には、同じ会社が、テレビ番組『Celebrity Boxing』の出演者を使って同じような広告をおこなった。
この会社の取り組みは、直ちに消費者団体などからの批判を浴びた。しかし、この試みは成功し、番組放送後にカジノのサイトへのアクセスは2倍に膨らんだ。その後もこの会社は一時的なタトゥーを用い、2003年のゴルフ全米オープン選手権にトップレス姿の女性を登場させたり、同年のテニス全仏オープンやUEFAヨーロッパリーグ決勝戦にストリーカーを登場させた。
永久的な入れ墨として広告を入れて報酬を受け取ったとして、記録に残されている最初の事例は、ジム・ネルソン (Jim Nelson) という22歳の人物で、2003年に自分の後頭部のスペースを、ホスティングサーバのサービスをおこなっている会社 CI Host に7,000ドルで売却した。この広告が実施されて以降の6ヶ月で、この入れ墨は同社の500件の新たな顧客を呼び込んだ。2005年、アンドリュー・フィッシャーは、自分の額（ひたい）のスペースを eBay でオークションにかけ、最終的に30日間の広告掲載を 37,375ドルで売り、芳しくない形で世界的に名を知られるようになった。これ以降、タトゥーによる広告はそこそこ一般的なものになり、数多くの会社が同様のサービスを提供するようになり、トヨタ自動車のような大企業もこの手法を用いるようになった。しかし、『グローブ・アンド・メール』紙の報道によると、身体の一部を広告用に提供しようという人は、そのような広告をしようとする買い手よりも多いとされている。
2012年アメリカ合衆国大統領選挙の運動の中で、エリック・ハーツバーグ (Eric Hartsburg) というプロレスラーはメディアの注目を集めるために、ミット・ロムニー陣営の「R」のロゴタイプを、右のこめかみに永久的な入れ墨として入れた。ハーツバーグは eBay を介してタトゥーを入れる提案をされ、匿名の共和党支持者と契約して、15,000ドルを受け取った。これは、ロムニー陣営との正式な選挙活動との直接的なつながりはなかったとされる。当初この入れ墨をそのままにしておくつもりだったハーツバーグは、大統領選挙で敗北したロムニーの選挙後の発言に失望し、このデザインを除去することを決めたが、それでも入れ墨を入れたことを後悔はしていないとも述べた。

## 顔面のペインティング
BuyMyFace.com は、ケンブリッジ大学の学生だったロス・ハーパー (Ross Harper) とエドワード・モイセワス (Edward Moysewas) が、50,000ポンド近い学資ローン (2023年時点の£76,967と同等) を支払うために作ったウェブサイトである。このサイトでは、毎日ふたりが、ロゴタイプやそれに変わる図像を顔に書いて、旅行したり、様々な活動をしたり、スポンサーが付いた場合にはスタントをしたりする様子を肖像写真として掲出していた。一年間にわたって続けられたこのプロジェクトは、2011年10月1日に始まり、終了までにローンは完済したと報じられた。

## 大衆文化の中で
『NCIS:LA 〜極秘潜入捜査班』のシーズン4第11話「盗難」では、マーティ・ディークスが看板まわし (sign twirler) に扮して潜入捜査をする。
『Hawaii Five-0』のシーズン5第10話「夢破れて」では、ジェリー・オルテガが看板まわしとしてカメコナ (Kamekona) に雇われる。